# Aljona Schwidenkowa
Aljona Schwidenkowa (russisch Алёна Швиденкова, wiss. Transliteration Alëna Švidenkova; * 16. Juni 1998 in Moskau) ist eine russische Schauspielerin.

## Leben
Schwidenkowa erhielt ihre Schauspielausbildung an der VTU. 2013 debütierte sie als Fernsehdarstellerin in der Fernsehserie Druzhba narodov. Im Jahr 2015 spielte sie das Mädchen Olya im Serienmelodram Red Bracelets, einer Adaption der gleichnamigen katalanischen Fernsehserie. 2019 spielte die Schauspielerin die Rolle der Sonja in dem Horrorfilm Queen of Spades – Through the Looking Glass. Seit demselben Jahr stellt sie die Rolle der Zhenya in der Fernsehserie Difficult Teens dar. Das von ihr verkörperte Mädchen wird Opfer von Mobbing aufgrund ihres Übergewichts. In einem Interview mit Utopia merkte Schwidenkowa einst an, dass sie einige Parallelen zwischen dem Charakter und sich selbst sieht. So wurde auch sie Opfer von Mobbing, hatte Probleme mit ihren Eltern und litt unter Selbstabneigung.

## Filmografie (Auswahl)
- 2013: Druzhba narodov (Дружба народов) (Fernsehserie)
- 2016: Red Bracelets (Krasnyye braslety/Красные браслеты)
- 2019: Queen of Spades – Through the Looking Glass (Pikovaya dama. Zazerkale/Пиковая дама: Зазеркалье)
- seit 2019: Difficult Teens (Trudnye podrostki/Трудные подростки) (Fernsehserie)